# Adang
Adang is een bestuurslaag in het regentschap Alor van de provincie Oost-Nusa Tenggara, Indonesië. Adang telt 2237 inwoners (volkstelling 2010).